# ナーナー・パテーカル
ナーナー・パテーカル（Nana Patekar, デーヴァナーガリー表記： नाना पाटेकर, マラーティー語: नाना पाटेकर, 1951年1月1日 - ）はインドの映画俳優。

## 主な出演作品
- サラーム・ボンベイ! Salaam Bombay! (1988年)
- 鳥 Parinda (1989年)
- ジャングルブック・少年モーグリ (ヒンディー語) (1990年)
- ラジュー出世する Raju Ban Gaya Gentleman (1992年)
- Khamoshi: The Musical (1996年)
- 炎の誓い Agni Sakshi (1996年)
- Yugpurush (1998年)
- Shakti: The Power (2002年)
- Bhoot (2003年)
- Bluffmaster! (2005年)
- Welcome (2007年)
- Ek: The Power of One (2009年)
- Kamaal Dhamaal Malamaal (2012年)
- Welcome Back (2015年)
- ジャングル・ブック (ヒンディー語, シェールチャン) (2016年)